# Petrò Simonenko
Petró Mikolàiovitx Simonenko (en ucraïnès, Петро́ Микола́йович Симоне́нко; Donetsk, 1 d'agost de 1952) és un polític ucraïnès, secretari general del Partit Comunista d'Ucraïna. Durant els anys 1980 fou un simple funcionari del partit. Fou candidat a les eleccions presidencials ucraïneses de 1999 i va obtenir 22,4% dels vots a la primera volta, de manera que fou el candidat que s'enfrontà en la segona volta a Leonid Kutxma, en la que només va obtenir el 37,8% dels vots.
A finals de 2002 va participar en la declaració conjunta amb Víktor Iúsxenko (Unió Popular la Nostra Ucraïna), Oleksandr Moroz (Partit Socialista d'Ucraïna), Iúlia Timoixenko (Bloc Iúlia Timoixenko) sobre "el començament d'una revolució estatal a Ucraïna". Però abandonà l'aliança quan proposaren presentar una candidatura única a les eleccions presidencials de 2004.
Simonenko es va presentar com a candidat en solitari a les eleccions presidencials ucraïneses de 2004 designat pel Partit Comunista d'Ucraïna, però només va rebre el 5% dels vots. Membre del partit des de 1978, l'ha dirigit des de 1993 i n'és el portaveu a la Rada Suprema. També fou candidat durant les eleccions presidencials ucraïneses de 2010. Va rebre el 3,55% dels vots.
És un dels 12 delegats d'Ucraïna a l'Assemblea Parlamentària del Consell d'Europa des del gener del 2007, i també va ser-ho per nou anys anteriorment (des del 1997 fins al 2006), i fou un dels 12 substituts als delegats a la mateixa institució dues vegades també: del gener del 1996 al gener del 1997; i de l'octubre del 2006 al gener del 2007.
De 1994 a 1996 va ser membre de la Comissió Parlamentària sobre la Constitució d'Ucraïna.